# Joseph David-Jones
Joseph David-Jones, född 1993, är en amerikansk skådespelare.
David-Jones har bland annat medverkat i TV-serien 4400. Han har även medverkat i filmen Central Valley.

## Filmografi (i urval)
- 2021–2022 – 4400 (TV-serie)
- 2023 – Central Valley
- 2026 – Michael